# Richard G. Shoup
Richard Gardner "Dick" Shoup, född 29 november 1923 i Salmon i Idaho, död 25 november 1995, var en amerikansk republikansk politiker. Han var Missoulas borgmästare 1967–1970 och ledamot av USA:s representanthus 1971–1975. Senator George Laird Shoup var hans farfars far.
Shoup deltog i andra världskriget och i Koreakriget i USA:s armé. Han avlade 1950 kandidatexamen vid University of Montana.
Shoup efterträdde 1971 Arnold Olsen som kongressledamot och efterträddes 1975 av Max Baucus.